# 开皇
开皇（581年二月—600年十二月）：隋朝政权隋文帝杨坚的年号，歷時20年。

## 大事记
- 開皇元年：二月，北周靜帝宇文衍禪位予楊堅，北周滅亡，隋朝建立。
- 開皇七年：九月，西梁後主蕭琮被廢，西梁滅亡。
- 開皇八年：十月，隋滅陳之戰開始。
- 開皇九年：正月，隋滅陳之戰結束，陳朝滅亡，陳後主被俘，中國南北朝時代終結。

## 出生
- 開皇十七年
  - 唐太宗李世民，唐朝第二任皇帝。

## 纪年
| 开皇 | 元年   | 二年   | 三年   | 四年   | 五年   | 六年   | 七年   | 八年   | 九年   | 十年   |
| ---- | ------ | ------ | ------ | ------ | ------ | ------ | ------ | ------ | ------ | ------ |
| 公元 | 581年  | 582年  | 583年  | 584年  | 585年  | 586年  | 587年  | 588年  | 589年  | 590年  |
| 干支 | 辛丑   | 壬寅   | 癸卯   | 甲辰   | 乙巳   | 丙午   | 丁未   | 戊申   | 己酉   | 庚戌   |
| 开皇 | 十一年 | 十二年 | 十三年 | 十四年 | 十五年 | 十六年 | 十七年 | 十八年 | 十九年 | 二十年 |
| 公元 | 591年  | 592年  | 593年  | 594年  | 595年  | 596年  | 597年  | 598年  | 599年  | 600年  |
| 干支 | 辛亥   | 壬子   | 癸丑   | 甲寅   | 乙卯   | 丙辰   | 丁巳   | 戊午   | 己未   | 庚申   |

## 參看
- 中国年号列表
- 同期存在的其他政权年号
  - 天保（562年二月—585年十二月）：西梁政權梁明帝萧岿的年号
  - 广运（586年正月—587年九月）：西梁政權梁後主萧琮的年号
  - 太建（569年正月—582年十二月）：南朝陈政權陳宣帝陈顼的年号
  - 至德（583年正月—586年十二月）：南朝陈政权陈后主陈叔宝的年号
  - 禎明（587年正月—589年正月）：南朝陈政权陈后主陈叔宝的年号
  - 延昌（561年—601年）：高昌政权麴固年号
  - 鴻濟（572年—584年）：新羅真平王的年號
  - 建福（584年—634年）：新羅真平王年號